# Базалья, Франко
Фра́нко База́лья (итал. Franco Basaglia; 11 марта 1924, Венеция, Италия — 29 августа 1980, там же) — итальянский психиатр, невролог, профессор психиатрии, 
реформатор системы психиатрической помощи,
разработчик «Закона 180», 
лидер движения «Демократичная психиатрия»:165.
Предложив концепцию психиатрической помощи, основанную на гуманном отношении к душевнобольным и отказе от их насильственной изоляции, Базалья последовательно проводил в Италии реформы, которые были направлены на деинституционализацию психиатрии и завершились полным упразднением системы государственных психиатрических больниц.
Ряд авторов считают Базалью самым влиятельным итальянским психиатром XX века. В некоторых работах его называли также основоположником современной концепции оказания психиатрической помощи. Часть авторов относят деятельность Базальи и «Демократичной психиатрии» к антипсихиатрии, хотя он сам был категорически против такого отождествления, как и некоторые другие исследователи.
В Италии учреждены премия Франко Базальи, а также фонд Франки и Франко Базальи.

## Биография

### Ранние годы
Франко Базалья родился 11 марта 1924 года в Венеции, в состоятельной семье. У него было две сестры — одна младше и одна старше его. Колуччи и Витторио описывают дни детства и юности Базальи, проведённые в живописном районе Венеции Сан-Поло, как безоблачные, не замутнённые практически никакими проблемами. Окончив школу в 1943 году, Базалья поступил на факультет медицины и хирургии в Университете Падуи, где вошёл в группу студентов-антифашистов. После предательства одного из товарищей был арестован и шесть месяцев до конца войны провёл в тюрьме. Колуччи и Витторио отмечают, что опыт заключения оставил глубокий след в памяти будущего философа и врача и был одной из немаловажных причин, побудивших Базалью к борьбе за права заключённых «медицинских тюрем», каковыми в те времена являлись психиатрические клиники.

### В «малой психиатрии»
К моменту начала профессиональной деятельности Базальи психиатрические учреждения Италии делились на относящиеся к «малой» и к «большой» психиатрии. Клиники «малой психиатрии» действовали при университетах и готовили будущих специалистов-психиатров — по выражению работников этих клиник, малая психиатрия готовила больших психиатров. Больные здесь проходили лечение и являлись объектом научных исследований:14. Персонал университетских клиник был, как правило, высококвалифицированным, пациенты содержались на должном уровне:14.
«Большая психиатрия» была представлена многочисленными лечебницами, в которых изолировали пациентов, считавшихся опасными для общественного порядка:14. В послевоенное время условия содержания в подобных лечебницах оставляли желать лучшего, а персонал подбирался большей частью из недостаточно подготовленных медиков, не сумевших найти для себя лучшую работу:14.
В 1949 году Базалья защитил диплом по медицине и хирургии и поступил ассистентом в университетскую клинику нервных и психических заболеваний в Падуе, где проработал до 1961 года. Здесь он сталкивался с больными, страдающими от таких психических расстройств, как шизофрения, навязчивое состояние, ипохондрия, соматопсихическая деперсонализация, депрессия, параноидный синдром, анорексия и алкогольные расстройства. Эти клинические наблюдения получили отражение в научных работах и докладах Базальи.
В 1950-х — начале 1960-х годов в итальянской системе преподавания психиатрии доминировало так называемое позитивистское направление:19. Возникшее в XIX веке и представленное, среди прочих, немецкими исследователями Крепелином, Блейлером и Гризингером, оно связывало психические отклонения исключительно с органическими нарушениями мозга:19. По выражению Колуччи и Витторио, психиатрия в те времена «говорила по-немецки»:19.
Придерживался этого направления и глава клиники профессор Джованни Баттиста Беллони (итал. Giovanni Battista Belloni), специализировавшийся на неврологической и органической патологии.
Психоанализ Зигмунда Фрейда, объяснявший психические аномалии как бессознательный протест личности против подавляющих её требований общества, практически не имел последователей в Италии. Попытки Эдоардо Вайсса ввести фрейдизм в итальянскую психиатрическую практику были безуспешны:19.

### Философская система Базальи
Размышляя о проблемах психиатрии, Базалья увлёкся философией. Он углубленно изучал феноменологию и экзистенциализм, в которых искал идеи для объединения традиционной психопатологии с антропофеноменологической психиатрией. Однажды он натолкнулся на книгу Карла Ясперса «Общая психопатология», которая потрясла его до глубины души:21. Излагаемая в книге теория строилась на понятии «феноменов» — идеальных сущностей, очищенных от эмоциональных и опытных составляющих и отражающих объекты реального мира и собственного «я» в сознании личности. Феномены были неразрывно связаны с познающим субъектом. Феноменология являлась инструментом познания, а философия — завершением акта познания, его квинтэссенцией и строгой научной системой.
Но и Ясперс отступал перед «загадочным безумием», считая, что феноменологический метод неприложим к психозу и неспособен его прояснить:26. Так как Базалья искал новые подходы для практикующих врачей-психиатров, он не был удовлетворён подобной трактовкой и обратился к книгам Гуссерля, Хайдеггера (оказавшего на молодого врача особенно сильное влияние) и Людвига Бинсвангера. Для анализа влияния конкретных жизненных аспектов на психику Бинсвангер предложил метод, названный им Daseinanalyse:26 (дазайн-анализ). Серьёзное влияние на мировоззрение Базальи оказали Морис Мерло-Понти и Жан-Поль Сартр (с которым он состоял в переписке) — авторы, необычные для круга чтения нейропсихиатра и явно не вписывающиеся в традиции итальянского университета той эпохи. Базалья также изучал социологические и исторические работы, написанные противниками психиатрических учреждений Мишелем Фуко и Ирвингом Гофманом:968.
Стремление Базальи гуманизировать психиатрию привело его к разработке собственной философской теории на стыке антропофеноменологического и психопатологического подходов к психике. Теория основывалась на феноменологическом понимании безумия как противоречия между личными желаниями биологического организма и чуждыми идеями, силой навязываемыми ему организмом социальным, то есть обществом. Проблему прежних психиатрических учений Базалья видел в отрыве личности от социума, сведении причин безумия лишь к биологической (как то было характерно для позитивистов) или наоборот — исключительно социальной составляющей (как то было характерно для антипсихиатрии и неофрейдизма).
Он резко критиковал «позитивистскую медицину» за то, что она ставила глухую стену между «нормой» и «патологией» и утверждала, что патология не объясняется с точки зрения логики и разума:27. Базалья, напротив, полагал, что безумие говорит своим языком — языком сна, видения, интуиции — и является, таким образом, выражением бессознательного, следствием неосуществлённых желаний:33.
Рассматривая больного как личность, нуждающуюся в понимании специалиста, а не в навязанных чужих взглядах, Базалья считал, что психотерапия должна содействовать тому, чтобы пациент пришёл к пониманию собственного отношения с внешним миром и смог вернуться к возможности взаимодействия с другими людьми:30,31,42,46.
Базалья ввёл понятие incontro — встречи между пациентом и врачом, момента понимания врачом жизни и опыта пациента и возможных причин его заболевания:27, 37. Incontro и presenza (присутствие) позволяли понять espressione (выражение), индивидуальную манеру больного, которыми он выражал своё отношение к окружающей действительности:42, 46. Этот подход использовал понятия телесного опыта и телесного взаимодействия между индивидуумом и окружающим миром, развитые Сартром и французскими философами (Деррида, Делёзом):42, 46. Вслед за Евгением Минковским Базалья предлагал метод структурного анализа, использующий вербальные особенности и жесты больного для выявления нарушений, послуживших причиной его расстройства:51.
Философская концепция Базальи использовала марксистское положение, что подавление и насилие являются средствами для подчинения одной части общества другой, а идеология, как кривое зеркало, навязывает установки правящего класса:51. Базалья был сторонником уничтожения идеологии. Социальные отношения в обществе он описывал следующими противопоставлениями: ведущий — ведомый, учитель — ученик, властитель — подданный. Кроме того, он ввёл понятие исключения — отторжения обществом чуждых элементов, в частности больных. Базалья считал, что общество превозносит здоровье и исключает психически больных как нечто грязное и постыдное для того, чтобы поддерживать существующий порядок. Базалья и его сторонники полагали, что власть использует психиатрию в качестве научного прикрытия для мер социального контроля:70. «Наука всегда на службе у правящего класса», — утверждал Базалья. Он полагал, что критерии, принятые для определения девиантных форм поведения, медицински несостоятельны и используются для подавления отдельных социальных групп:70.
Господствующим воззрениям Базалья противопоставил три принципа, которые, по его мнению, следовало положить в основу отношения общества к психически больным, — это признание (1) агрессии, (2) свободы и (3) права на общественную жизнь. Принцип признания агрессии довольно смело утверждал, что полностью исключить агрессию из человеческого общения невозможно, так как в некоторых случаях она представляет собой «единственный возможный выход из положения». Второй принцип предполагал, что психическим больным должна быть предоставлена свобода, равная свободе здоровых, при условии, что ни та, ни другая сторона не имеют права силой навязывать «свою свободу». Третьим принципом, выдвинув положение «Страдание одного — страдание всех», Базалья потребовал возвращения больных в общество, восстановления их социальных прав и статуса. Исходный посыл практических реформ Базальи — страдающая личность самого пациента, которая, как утверждал Базалья, практически не видна за разветвлённой структурой психиатрической больницы, за практикой изоляции и стигматизации. Базалья призывал создать такую систему психиатрической помощи, которая бы действовала ради самого пациента, а не ради общества, семьи и государства:219—220.

### Переход в «большую психиатрию»
В 1952 году Базалья получил диплом специалиста по нервным и психическим заболеваниям. Год спустя женился на Франке Онгаро, позже у них родилось двое детей. Франка была верной помощницей в его деятельности, вплоть до того, что специально отправилась в Великобританию изучать опыт терапевтических общин, в дальнейшем использованный для преобразования жизни клиники в Гориции. Впоследствии Франка стала депутатом Итальянского парламента:968. В соавторстве с ней Базалья написал многие из своих книг.
Тогда же Базалья вместе с Агостино Пиреллой, Серджио Пиро и несколькими другими энтузиастами попытались добиться разрешения открыть в составе Итальянского психиатрического общества особую группу по изучению психопатологии, которая должна была разработать новые методы лечения для вывода итальянской психиатрии из намечавшегося кризиса, но получили резкий отказ:63. «Кафедральное начальство, озабоченное тем, чтобы никоим образом не потревожить сложившуюся структуру власти», по словам Колуччи и Витторио, предпочло не рисковать:63.
В 1958 году Базалья получил звание приват-доцента психиатрии и находился, по собственным словам, «в двух шагах от кафедральной должности»:16. Отношения с местным начальством у него, однако, не улучшились — обладатель острого и злого языка, Базалья постоянно обвинял университет в ретроградстве и низкопоклонстве перед устаревшими теориями и не отказывал себе в удовольствии высмеивать то, что называл «университетским синдромом»: университет готовил студентов для университетских же позиций, поэтому студенты не имели и не желали иметь представления о ситуации вне стен учебного заведения:16. В конечном итоге терпение профессуры лопнуло, и насмешнику указали на дверь:16.
Вынужденный уйти из университета, Базалья в том же 1961 году принял участие и одержал победу в конкурсе на должность директора психиатрической больницы в Гориции, куда переехал со всей семьёй:

Я трижды определялся в университеты и трижды был оттуда изгнан, — жаловался Базалья в 1979 году. — В первый раз после 13 лет ассистентской практики, можно сказать «в двух шагах от кафедральной должности», профессор сказал мне: «Слушайте, Базалья, думаю, вам лучше будет отправиться работать в лечебницу»… Так я и стал директором лечебницы в Гориции.
Столкновение с жестокой реальностью «большой психиатрии» стало по-настоящему драматичным событием в жизни Базальи. С обычной хлёсткостью он назвал своё новое место работы «анатомическим театром» и «свинарником»:17. Засовы, ключи, крики, запах напоминали ему тюрьму, знакомую со времён антифашистской деятельности. Увиденное Базальей в больнице было шокирующим и показательным, как он не раз скажет об этом. По воспоминаниям Хрейра Терциана, эмоциональное потрясение было настолько велико, что Базалья на какое-то время уехал в Падую, полный решимости отказаться от своей новой должности:80. Больных Базалья неоднократно будет описывать словами Примо Леви, сказанными о заключённых концлагеря:

Представьте себе сейчас человека, которого вместе с любимыми людьми лишают своего дома, своих привычек, своей одежды, в конечном счёте всего, буквально всего, что он имеет: он будет обезличенным человеком, низведённым до страдания и нужды, забывшим о достоинстве и разумности, ибо такое легко происходит с теми, кто потерял всё перед тем, как потерять самого себя.
Оригинальный текст (итал.)Si immagini ora un uomo, a cui, insieme con le persone amate, vengano tolti la sua casa, le sue abitudini, i suoi abiti, tutto infine, letteralmente tutto quanto possiede: sarà un uomo vuoto, ridotto a sofferenze e bisogno, dimentico di dignità e discernimento, poiché accade facilmente, a chi ha perso tutto, di perdere se stesso.
— Леви П. Человек ли это?
Как отметил профессор Шеффилдского университета, специалист по истории психиатрии С. С. Джохл, состояние психиатрии в то время было, по современным стандартам, отвратительным. Психически больные содержались вместе с инвалидами в крупных лечебницах. Число стационарных больных в этих учреждениях выросло с 32 000 в 1904 году до 150 000 в 1965 году. Лечение сильно отличалось от современных подходов:20. Метод маляриятерапии к тому времени устарел, но эффективной замены ему не было:20. В качестве медикаментозных средств использовались соли брома (как успокоительное средство) и барбитураты:20. Первый нейролептик, хлорпромазин, открытый в 1952 году, едва лишь начинал входить в клиническую практику и считался новшеством:20. Методы воздействия на пациентов преследовали главным образом задачу подавления агрессии. С этой целью широко использовались инсулинокоматозная терапия, коразол и изобретённая в 1938 году итальянцем Уго Черлетти электросудорожная терапия:20. Для не поддающихся такому лечению случаев рекомендовалась психохирургия:20.
По закону о психиатрической помощи 1904 года психиатрия выполняла скорее функции правоохранительной системы, чем службы здравоохранения. Согласно этому закону, психически больные расценивались как лица социально опасные или проявляющие неприличное поведение, а основной задачей психиатрических служб был контроль поведения, нарушающего общественный порядок. Врачу не составляло труда заявить, что человек проблемен или опасен, после чего его могли удерживать против воли в течение тридцати суток в наблюдательной палате. Если по истечении этого срока пациент продолжал признавался нездоровым, его переводили в палату для хронически больных, где он мог провести остаток жизни. Оставить клинику больной мог исключительно по решению суда. Если его выпускали, он не мог работать в государственных учреждениях, а его имя включалось в специальный полицейский список.

### Клиническая практика и начало реформаторской деятельности
Базалья выдвинул девиз: «От пессимизма теории — к оптимизму практики». В основу своей клинической практики он положил феноменологический подход Гуссерля, и эта практика привела его к представлению о безумии как о выражении неосознанных человеческих потребностей и косвенном акте протеста, адресованном обществу, воспринимающему индивидуальные различия как признак психических отклонений. Сущность психического заболевания Базалья трактовал с точки зрения процессов исключения, действующих в социальных институтах:

Психическое заболевание — это не причина и источник, а необходимое и естественное последствие процессов исключения, связанных с динамикой власти, в теории и на практике действующих во всех социальных институтах. Недостаточно освободить больных, чтобы восстановить жизнь, историю людям, у которых были отняты их жизнь, их история:3.
Оригинальный текст (итал.)La malattia mentale non è ragione e origine, ma conseguenza necessaria e naturale dei processi di esclusione legati alla dinamica del potere, potenzialmente e concretamente attivi in tutte le istituzioni sociali. Non basta liberare i malati per ridare una vita, una storia, a persone che sono state ptivate della loro vita, della loro storia.

Базалья и сформировавшаяся вокруг него группа выдвинули радикальную идею отказа от клинической концепции дефицитарности, неполноценности больного. Состояние больного, помещённого в психиатрическое учреждение, Базалья описывал смелым для того времени понятием «институциональный психоз». Он отмечал, что запертый в четырёх стенах человек деградирует, его безумие видоизменяется, слабеет, совершенно лишается энергии, воля пациента атрофируется, в результате чего лечение становится бессмысленным, так как психиатры борются с проблемой, которую сами же создают. Базалья так описывал типичного стационарного пациента: «Он тот, кто кажется абсолютно дисциплинированным, покорным воле санитаров и врача, безропотно позволяет себя одеть, вымыть, накормить, позволяет или соглашается привести в порядок свою комнату утром, тот больной, который не осложняет собственными действиями работу персонала, а покорно, пассивно приспосабливается к власти администрации, опекающей его». Типичный стационарный пациент на завершающей стадии его больничной жизни — это обезличенный человек, лишённый силы, энергии, прав, способности к решительным действиям.
Базалья окончательно порвал с представлением о покорном и исполнительном больном рядом с властным и снисходительным врачом, оставляющим за собой право устанавливать характер общения. По его мнению, личность пациента психиатрической больницы, разрушенную и фрагментированную насильственным разрывом связи с окружающим миром, можно восстановить, только отменив режим учреждения и поэтапно используя волю больного («силу безумия») как освобождающую силу, позволяющую индивиду реорганизовать содержание своей жизни:30,31,42,46:126. Таким образом, лечение психического заболевания сводилось к необходимости освобождения пациента из психиатрической больницы.
Как рассказывал сам Базалья в выступлении в Сан-Паулу в 1979 году, на мысль о возможности закрытия лечебниц его навёл случай, произошедший во время войны в небольшом итальянском городе Анкона:77. В местную психиатрическую лечебницу попала бомба. Те из пациентов, кто не пострадал, разбежались, и в хаосе военного времени никому до них не было дела:77. Лишь позднее местные власти задались вопросом, что сталось с душевнобольными, и принялись их разыскивать. Многих бывших пациентов удалось найти. Выяснилось, что они жили неподалёку от бывшей лечебницы, работая, как и все остальные:77. Хотя и напрашивался вывод, что система содержания психических пациентов в больницах порочна и должна быть пересмотрена, никакого продолжения этот случайный опыт не получил:77.
Будучи директором клиник в Гориции, Триесте и Ареццо, Базалья повёл борьбу за ликвидацию системы принудительного содержания душевнобольных:70. Своё логическое завершение эта работа получила с принятием Закона 180 в Италии 13 мая 1978 года, формально закрепившего практику закрытия психиатрических лечебниц:70.
Реформы Базальи в психиатрической лечебнице Гориции первоначально опирались на идеи Джонса Максвелла о терапевтической общине. Этот опыт привёл Базалью к выводу, что проблемы коренятся в устройстве самой институции, своими строгими организационными мерами, механизмами контроля и жёсткими правилами в конечном счёте приводящей к тому, что пациенты утрачивают человеческое достоинство и перестают осознавать себя личностями:71. Базалья направил усилия на ликвидацию системы принудительной изоляции, устранение традиционных барьеров между психически здоровыми людьми и душевнобольными и на развитие общественных служб, обеспечивающих проживание пациентов за пределами стационара. В больнице начались реальные действия по реализации этих идей. Символами этой инициативы стали отмена форменной одежды медицинского персонала и прекращение использования ключей. В результате больница была преобразована в учреждение с открытым доступом:71.
Условия жизни пациентов в психиатрической лечебнице Гориции улучшились, произошла гуманизация отношения персонала. Отказались от электросудорожной терапии, уменьшили или тщательно контролировали медикаментозное лечение. Были отменены меры физического стеснения, у каждого пациента появился свой шкаф, где он мог хранить личные вещи. Было открыто кафе, в котором работали пациенты и которое стало местом встреч и собраний. Женщины начали пользоваться косметикой, мужчинам уже не брили голову наголо, и вместе с ухоженной внешностью к пациентам возвращалось их достоинство. Пациенты на равных общались с врачами, стали организовывать группы по интересам: мастерили, занимались рукоделием, спортом:233—234.
По предложению Базальи труд пациентов внутри больницы сделали оплачиваемым. Кроме того, многие из пациентов больницы стали работать за её пределами (в больнице они лишь жили). Ежедневно проводились общие собрания персонала и пациентов, на которых решались текущие проблемы и обсуждался ход реформы. К 1968 году больница в Гориции стала терапевтической общиной, а количество пациентов благодаря выписке поправившихся уменьшилось наполовину:235—236.
Режим открытых дверей был также установлен в возглавляемых Базальей клиниках в Триесте и Ареццо. Эта реформа улучшала взаимоотношения пациентов с окружающей социальной средой и медицинским персоналом:70. Было также показано, что исключение насилия — даже если пациенты продолжают содержаться в учреждении — приносит положительные результаты. И наконец, опыт Базальи продемонстрировал, что психиатрические больницы можно закрыть и проводить лечение психически больных людей внутри общества. Стационарные больные, проведшие в больнице долгое время, впервые получили право жить человеческой жизнью:70. Непосредственные практические результаты выражались в сокращении количества принудительных госпитализаций и рецидивов болезни.

Наше дело, — говорил Базалья, — может быть продолжено только в негативном направлении, подразумевающем деструкцию и преодоление, которые, не ограничиваясь рамками принудительно-пенитенциарной системы психиатрических институтов…, распространялись бы также на насилие и исключение, свойственные всей социально-политической системе…:427

### Борьба за радикальные реформы
К 1968 году Базалья окончательно пришёл (и начал приводить других) к пониманию, что никакие реформы психиатрических учреждений, вложенные в них средства и усилия никогда не принесут тех результатов, которые отвечали бы ожиданиям и потребностям находящихся в психиатрических больницах людей и способствовали бы улучшению их психического состояния и жизни. Он сделал вывод, что психиатрические учреждения нецелесообразно модифицировать, их необходимо ликвидировать:92. Задачей его политической и социальной программы было добиться, чтобы психическое заболевание не служило основанием для изоляции, и показать, что заключение психиатрической экспертизы фактически является приговором к лишению свободы. Так Базалья принял радикальную позицию сторонников упразднения психиатрических учреждений и настойчиво предлагал социальные и экономические альтернативы, которые отвечали бы нуждам институционализированного контингента.
В 1968 году в фильме Серджо Дзаволи (итал. Sergio Zavoli) «Сады Авеля», посвящённом Базалье и его эксперименту в психиатрической больнице Гориции, на замечание, что критика психиатрической больницы скорее представляет собой гражданский иск, чем предложение, связанное с психиатрией, Базалья ответил:

Я не мог бы предложить абсолютно ничего связанного с психиатрией для традиционной психиатрической больницы. В больнице, где пациенты связаны, полагаю, никакой вид терапии, будь то медикаментозная терапия или психотерапия, не способен принести пользу этим людям, которые поставлены в положение подчинения и заточения теми, кто должен заботиться о них.
Оригинальный текст (итал.)Io non saprei assolutamente proporre niente di psichiatrico in un manicomio tradizionale. In un ospedale dove i malati sono legati, credo che nessuna terapia di nessun genere, terapia biologica o psicologica possa dare giovamento a queste persone che sono costrette in una situazione di sudditanza e di cattività da chi li deve curare.

По воспоминаниям одного из санитаров больницы — Джино Аккурсо, местные власти, настроенные более чем негативно к инициативе Базальи, ждали только ошибки с его стороны, чтобы свести всё достигнутое к нулю:146. Случай представился 26 сентября 1968 года, когда один из пациентов, с разрешения администрации выпущенный для свидания с семьёй, поссорившись с супругой, зарубил её топором:146. Формально Базалья не нёс ответственности за случившееся, но начавшийся скандал заставил его задуматься об отказе от должности:146.
В 1969 году Базалья провёл шесть месяцев в Соединённых Штатах в качестве профессора-эксперта по приглашению Муниципального центра психиатрической помощи в больнице имени Маймонида, расположенной в Бруклине, одном из районов Нью-Йорка. Этот опыт отражён в «Письме из Нью-Йорка. Фиктивный больной».

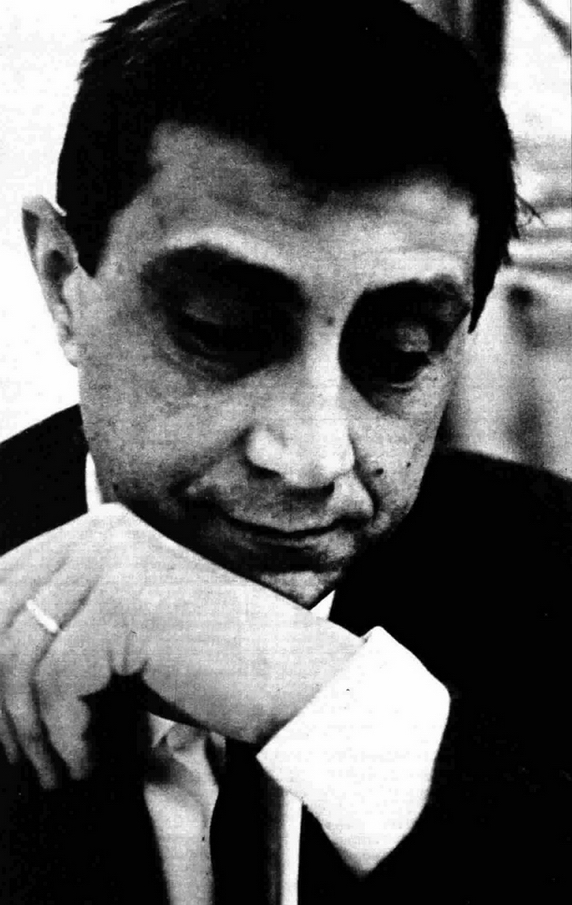
Базалья в 1969 году

Вернувшись в Италию, он окончательно покинул Горицию — где попытка ликвидировать психиатрическую больницу не удалась из-за активного нежелания местной администрации после произошедшего предоставить место для психиатрической помощи на территории вне больницы:146. Среди мемуаристов и исследователей не сложилось единого мнения о реальных причинах его ухода. Так, работавший вместе с Базальей Джованни Джервис полагал, что к подобному Базалью, уже давно тяготившегося своей должностью, подтолкнул грандиозный успех, выпавший на долю незадолго до того опубликованного исследования «Учреждение, подлежащее ликвидации». Книга немедленно стала популярной, автор превратился в знаменитость и посему предпочел найти своим талантам лучшее применение.
По предположению Колуччи, Базалья предпочёл уйти, понимая, что проиграл в этой первой схватке, и не желая, чтобы это поражение «угнетающе повлияло» на оставшихся сотрудников. Сам Базалья в письме к издателю своей книги Джулио Болатти объяснял свой уход нежеланием, чтобы выдвинутая им теория превратилась в идеологию, а ликвидация психиатрических лечебниц — в самоцель.
На посту директора его сменил Агостино Пирелла, также не задержавшийся на этом посту. Через несколько лет все достижения Базальи были сведены к нулю:146. Базалья же принял от Марио Томмазини (итал. Mario Tommasini), руководителя службы здравоохранения провинции Парма, предложение занять должность директора психиатрической больницы в Колорно. В Колорно Базалья при поддержке Томмазини повторяет эксперимент, организованный им в Гориции, с некоторыми новшествами:238. Однако добиться преобразований в Колорно оказалось крайне сложно из-за многочисленных препятствий административного характера со стороны сформировавшейся в провинции Парма джунты левых, которая хотя и одобряла деятельность Базальи на словах, на деле опасалась за свои экономические интересы и соотношение политических сил и потому не поддерживала процесс деинституционализации.
С 1971 по 1972 год Базалья работал внештатным преподавателем психической гигиены при педагогическом факультете Пармского университета.
Переломным моментом стало лето 1971 года, когда Базалья выиграл конкурс на должность директора психиатрической больницы Святого Иоанна в Триесте. Именно в Триесте Базалья реализует свои замыслы до конца:238. В день его первого появления в больнице в августе 1971 года численность её стационарных пациентов составляла 1182 человека, и для 840 из них лечение было принудительным. С группой молодых врачей, а также психологов, студентов и волонтёров Базалья развернул резкую критику порядков, сложившихся в больнице. По опыту в Гориции и Парме Базалья понимал, что эксперимента по образцу терапевтических общин будет недостаточно: необходимо продвигать политический проект, который не ограничился бы гуманизацией среды в больнице и изменением её внутреннего функционирования, а поставил бы под вопрос само существование этой тотальной институции. Больницу в Триесте следовало закрыть. Также необходимо было создать сеть амбулаторных служб, которые предотвратили бы поток новых госпитализаций и обеспечили бы людям, отпущенным из психиатрической больницы, доступ к психиатрической помощи.
Больница находилась в ведении администрации провинции, представленной джунтой левоцентристов во главе с Микеле Дзанетти (итал. Michele Zanetti). Базалья попросил Дзанетти дать ему возможность сформировать свою команду и представил план реорганизации местной психиатрической помощи в сочетании со значительным разукрупнением больницы за счёт окружающей территории с целью сделать её открытой и переустроить отделения. Дзанетти оказывал всестороннюю поддержку выдвинутому Базальей проекту ликвидации больницы и организации амбулаторной психиатрической помощи. Так в Триесте началась итальянская психиатрическая реформа.
После отмены электросудорожной терапии, отмены мер физического стеснения и других изменений, имевших место и в Гориции, больница Триеста была реорганизована в терапевтическое сообщество. Пациенты получили возможность выходить за пределы больницы и работать за её пределами; в больнице пациенты получили право организовываться в трудовые коллективы и заключать с администрацией договоры на оплачиваемую уборку территории. Команда Базальи наладила сотрудничество с художниками, скульпторами, музыкантами, артистами, кинематографистами, и в самой больнице проводились кинопоказы, театральные постановки, художественные выставки, музыкальные концерты, привлекавшие горожан:242—243.
В период реформ в Триесте сопротивление начинаниям Франко Базальи достигло максимума: в 1972 году он вынужден был предстать перед судом из-за одного из своих пациентов — Саварина, совершившего непредумышленное убийство обоих родителей. Несмотря на вынесенный ему оправдательный приговор, процессы против самого Базальи и его персонала продолжались, причём из раза в раз в качестве обвинений всплывали порча больничного имущества, пропажа наркотиков и якобы использование злоумышленниками больницы в Триесте в качестве убежища:180.

### «Демократичная психиатрия»
Вместе с работой по постепенному закрытию государственных психиатрических больниц в Ареццо, Парме и Реджо-нель-Эмилии, которую проводили Базалья и его группа, в 1973 году создан был союз «Psychiatria Democratica» («Демократичная психиатрия»):71. Союз создавался с целью консолидации сил, способных оказать поддержку реформам. Задачи союза заключаются в том, чтобы объединить предпринимаемые во всех сферах общественной жизни усилия и действия специалистов, направленные на закрытие психиатрических учреждений и восстановление прав их пациентов:71:149:197. В основу устава «Демократичной психиатрии» были положены следующие принципы:149:167:121:
- Продолжение борьбы против социального отвержения и исключения в психиатрии, работа над восприятием безумия в контексте культуры.
- Борьба с психиатрической больницей как с наиболее мощной парадигмой исключения.
- Противостояние репродукции подобных механизмов в обществе.
- Установление чёткой связи между здоровьем и его поддержанием через реформирование системы психического здоровья в Италии.

В организационный комитет «Демократичной психиатрии» входили Франка Базалья, Франко Базалья, Доменико Казангранде (итал. Domenico Casagrande), Франко ди Чекко (итал. Franco di Cecco), Туллио Фраджакомо (итал. Tullio Fragiacomo), Виери Марци (итал. Vieri Marzi), Жан Франко Мингуцци (итал. Gian Franco Minguzzi), Пиера Пиатти (итал. Piera Piatti), Агостино Пирелла (итал. Agostino Pirella), Микеле Риссо (итал. Michele Risso), Лучо Шиттар (итал. Lucio Schittar), Антонио Славич (итал. Antonio Slavich):119.
Наиболее активно союз действовал и продолжает действовать в Триесте:150:197. Инициативы союза в Триесте распространились и на другие регионы, такие как Ареццо, Перуджа, Феррара, Парма, Генуя, Турин и Бари.

Голубая лошадь, названная Марко Кавалло и ставшая символом «Демократичной психиатрии» и итальянской деинституционализации, движется впереди шествия в Триесте (март 1973 года)

Своего пика реформы Базальи достигли в 1973 году, когда Триест по данным мониторинга ВОЗ был признан лучшим районом Италии по состоянию психиатрической помощи:217. Одной из наиболее памятных политических акций «Демократичной психиатрии» стало уличное шествие в марте 1973 года, приуроченное к открытию дверей психиатрической больницы Триеста и сносу стен, отделявших её от города:150:198. Перед колонной, насчитывавшей около четырёхсот человек, среди которых были артисты, художники, персонал и пациенты психиатрической больницы, под звуки музыкальных инструментов двигалась голубая лошадь из папье-маше и дерева, получившая имя Марко Кавалло и ставшая символом итальянской реформы, вплоть до нынешнего времени неизменно фигурирующим на страницах изданий и фирменных бланках департамента психиатрической помощи Италии:150:198 (прототипом Марко Кавалло явилась старая лошадь Марко, возившая тележку с грязным бельём: как шутили пациенты, эта лошадь была единственной, кому удавалось выбраться из больницы; лошадь Марко Кавалло также служила аналогом троянского коня, символом освобождения из стен психиатрической больницы её пленников:243). После того как в 1973 году освободили пациентов Триестской больницы, которая была окончательно ликвидирована 21 апреля 1980 года, были открыты двери и других больниц Италии:151:198.
В 1974 году в Триесте начали организовываться территориальные центры психического здоровья. Для острых пациентов открыли специальное отделение, административно не относящееся к психиатрической больнице:242. В январе 1977 года Базалья объявил о закрытии психиатрической больницы в Триесте и переходе к новой терапевтической общественной модели:968. К концу 1979 года вместо психиатрической больницы Триеста открыли шесть центров психического здоровья:244.
В 1974 году в Гориции прошла первая конференция, получившая название «Практика безумия» и наметившая связь антигоспитального движения с политическими и профсоюзными организациями левых.
В 1976 году усилиями персонала психиатрической больницы была проведена третья конференция Международной сети по поиску альтернативы психиатрии. В конференции, названной «Система контроля», приняли участие около четырёх тысяч человек.
В разные периоды времени на протяжении последних 30 лет различные органы власти препятствовали движению, но это даже вдохновляло сторонников ликвидации психиатрических больниц в стране:5:5.
В 1977 году «Демократичная психиатрия» помогла Радикальной партии, уделявшей внимание главным образом защите прав человека, собрать три четверти из необходимого миллиона подписей к петиции об усовершенствовании законодательства о психиатрической помощи и запрете госпитализации в психиатрические больницы:5. Согласно итальянскому законодательству, эта петиция могла послужить поводом к проведению национального референдума по данному вопросу:5. Во избежание референдума, грозившего властям вотумом недоверия и отставкой, Парламент в мае 1978 года принял Закон 180:6.

### Научные работы
Наряду с клинической практикой и политической деятельностью Базалья занимался научной и интеллектуальной деятельностью и принимал активное участие в итальянских и международных конгрессах по неврологии и психиатрии, включая международный конгресс по психотерапии, проводившийся на немецком языке в Висбадене в 1962 году, и седьмой конгресс по психотерапии 1964 года в Лондоне. В том же году в составе итальянской делегации он принял участие в первом международном конгрессе по социальной психиатрии в Лондоне, где выступил с докладом «Ликвидация психиатрической больницы как места изоляции: Соображения, продиктованные личным опытом введения режима открытых дверей и дневного стационара», содержащим план работы, который был реализован сначала в психиатрической больнице в Гориции, а затем в Триесте. С 1965 года стал редактором отдела писем «Журнала по экзистенциализму», выходившего в Нью-Йорке.
Научные работы Базальи содержат обоснование практической цели — сделать невозможным использование психиатрии в качестве института изоляции:109:178. Среди его работ — «Ликвидация психиатрической больницы как места изоляции», «Учреждение, подлежащее ликвидации», «Закрытие психиатрической больницы», «Что такое психиатрия?», «Гибель класса», «Девиантное большинство», «Беспорядки» и другие.
В своих работах, следуя Фуко, Базалья рассматривает как поворотный момент в истории безумия тот период в конце XVIII — начале XIX века, когда безумие было изолировано в рамках психиатрической институции. Согласно Базалье, в это время безумие утратило свой субъективный смысл, свой трагический голос и, будучи оторвано от жизни, частью которой оно являлось и которую выражало, обрело ограниченное стенами психиатрической больницы пристанище. В основе социальных отношений современного общества, по Базалье, лежат насилие и исключение, жертвами которого становятся носители отклонения, не поддерживающие ценности капиталистического общества: «Чернокожие, психически больные, девианты и бедняки, все они представляют различные формы одной и той же проблемы». Психиатрическая больница как институция представляет собой следствие отделения производительного населения от непроизводительного: право находиться на свободе имеют лишь те, кто работает и производит:224—225.
В современном обществе, как подчёркивает Базалья, преобладают цивилизованные формы насилия: функция насилия делегируется от государства к посредникам, чтобы избежать противоречий, возникающих при открытой демонстрации насилия. В новейшее время принципы равенства и демократии, по утверждению Базальи, препятствуют правящему классу осуществлять свою власть прямо, поэтому и возникает необходимость в интеллигентах-посредниках. На место грубым формам реализации насилия приходят замаскированные, едва заметные его формы: в качестве такого посредника выступает интеллигенция, в том числе психиатры и психотерапевты, обеспечивающая идеологию, которая позволяет угнетаемому классу идентифицироваться с буржуазными ценностями, примиряет угнетателей и угнетаемых. Больницы, тюрьмы, школы и фабрики — места, где, по Базалье, ведётся ежедневная мирная война, сопровождающаяся преступлениями, а специалисты и интеллектуалы — главные преступники:226—228.
Как отмечает Базалья, в прошлом все элементы, неугодные обществу и правящему классу, относились к группе преступников и содержались лишь в одной институции — в тюрьме. Благодаря развитию науки возникла возможность выделять различные области маргинальности: преступники и юриспруденция, с одной стороны, сумасшедшие и психиатрия — с другой. При этом, по словам Базальи, хотя существование неугодных обществу девиантов может быть обусловлено и биологическими факторами, в действительности чаще всего оно социально и исторически обусловлено:228—229.
Базалья указывает на существующее в психиатрии очевидное противоречие между идеологией, которая опирается на заботу и лечение, и практикой, опирающейся на насилие и исключение и имеющей мало общего с лечением. Замечая это, «специалисты, обычно представлявшие эти ценности, стали отвергать свои роли лояльных функционеров». По мнению Базальи, в революции против буржуазного общества специалистам-интеллигентам принадлежит основная роль. Они должны отказаться от своей роли посредников власти и показать, что психиатрическая больница производит болезнь, а тюрьма производит преступление, очистить реальные потребности зависимого класса от искусственных потребностей, с помощью которых осуществляется контроль правящего класса, и помочь зависимому классу понять происходящие социальные процессы, помочь ему выступить против власти и против манипуляции:229—230.
Согласно Базалье, в основе борьбы с правящей идеологией должна находиться опора на единичные ситуации, на конкретного человека с его потребностями и жизнью в обществе, уход от абстрактного человечества. При этом ценность человека вне зависимости от того, здоров он или болен, лежит вне ценностей здоровья или болезни; «болезнь как всякое человеческое противоречие может использоваться как инструмент для самообладания или самоотчуждения, как инструмент освобождения или доминирования». Отсюда не следует, что психической болезни не существует: для Базальи психическое расстройство является болезнью, но в рамках психиатрии как институции к болезни прибавляются лишние социальные наслоения, которые в действительности представляют собой следствие социально-экономических проблем, отношений власти и зависимости. Поэтому нужно уйти от болезни как однозначно отрицательной ценности и выстраивать стратегии помощи людям, ориентированной на их реальные потребности. Следует очистить психическое заболевание от лишних наслоений, вернуть социальные проблемы обществу, которое должно понять, что психическое заболевание в том виде, как оно в нынешнем виде существует, представляет собой не только медицинскую, но и социально-экономическую проблему:230—231.
Центральным моментом в смене роли пациента, в обретении им своего человеческого облика должно являться, по Базалье, поощрение в нём активности, напряжённости, агрессивности. Если пациент узнаёт о своей отверженности обществом и её причинах, внутренний эмоциональный вакуум должен смениться в нём на гнев униженного, подчинённость институции — смениться открытой оппозицией, стремлением вернуть назад свою свободу. Медикаментозная терапия освобождает человека с психическим расстройством лишь отчасти, делая его менее зависимым от своих симптомов, но оставляя его в рамках институциональной структуры больницы:232. Безумец уже много лет существует в стенах сумасшедшего дома, он воспринимает дверь как свой собственный внутренний барьер, а ограниченное пространство сумасшедшего дома ассоциирует с собственным внутренним вакуумом:126. Недостаток активности пациентов — основное следствие их пребывания в рамках психиатрической институции. Именно поэтому Базалья придаёт большое значение как символическому, так и реальному разрушению дверей, окон и стен психиатрической больницы:232.
В 1964 году в своей работе «Ликвидация психиатрической больницы как места изоляции» Базалья писал о нивелировании человеческих качеств пациентов психиатрических больниц, а также о крайне негативном влиянии изоляции на их социальную и психическую жизнь:

С тех пор как вокруг него вырастает стена в связи с помещением в психиатрическую больницу, больной переходит в новое измерение эмоциональной пустоты…; его помещают, таким образом, в пространство, которое, будучи изначально предназначенным для его усмирения и одновременно излечения, в действительности выступает как место, созданное, как ни парадоксально, для полного стирания его личности, как место его превращения в безликий предмет. Если психическое заболевание представляет собой, в самой своей сущности, утрату личности и свободы, то в психиатрической больнице больной не находит для себя ничего иного, кроме места, где он будет совершенно забыт, превращённый в воплощение болезни и монотонного ритма больничной жизни. Полное отсутствие планов, утрата будущего, постоянное нахождение под чужой опекой без малейшей личной инициативы, придание его дню размеренности и почасового распорядка, диктуемых исключительно организационными требованиями, которые как таковые не могут полностью подходить для отдельного индивида и учитывать личные потребности каждого, — вот тот механизм изоляции, на основе которого движется жизнь в психиатрической больнице.
Оригинальный текст (итал.)Dal momento in cui oltrepassa il muro dell'internamento, il malato entra in una nuova dimensione di vuoto emozionale ...; viene immesso, cioè, in uno spazio che, originariamente nato per renderlo inoffensivo ed insieme curarlo, appare in pratica come un luogo paradossalmente costruito per il completo annientamento della sua individualità, come luogo della sua totale oggettivazione. Se la malattia mentale è, alla sua stessa origine, perdita dell'individualità, della libertà, nel manicomio il malato non trova altro che il luogo dove sarà definitivamente perduto, reso oggetto della malattia e del ritmo dell'internamento. L'assenza di ogni progetto, la perdita del futuro, l'essere costantemente in balia degli altri senza la minima spinta personale, l'aver scandita e organizzata la propria giornata su tempi dettati solo da esigenze organizzative che — proprio in quanto tali — non possono tenere conto del singolo individuo e delle particolari circostanze di ognuno: questo è lo schema istituzionalizzante su cui si articola la vita dell'asilo.

Как писал Базалья в 1967 году в своей работе «Что такое психиатрия?», в психиатрической больнице «больной не существует (даже когда благополучие больного провозглашается целью всего учреждения), надолго оставаясь в пассивной роли, которая сводит его к номерному коду и уничтожает его». Комментируя данное высказывание Базальи, дель Джудиче пояснила, что помещение в психиатрическую больницу лишает больного гражданских и политических прав, свободы и жизненных сил, возможности участвовать в социальной деятельности, связей и статуса, поскольку с утратой всех индивидуальных особенностей он превращается в объект надзора и насилия.
Вышедшая в 1968 году работа «Учреждение, подлежащее ликвидации» о психиатрической больнице в Гориции, где началась реформаторская деятельность Базальи, вскоре стала одной из знаковых книг итальянской оппозиции. В течение четырёх лет после её выхода в печать было продано шестьдесят тысяч экземпляров.

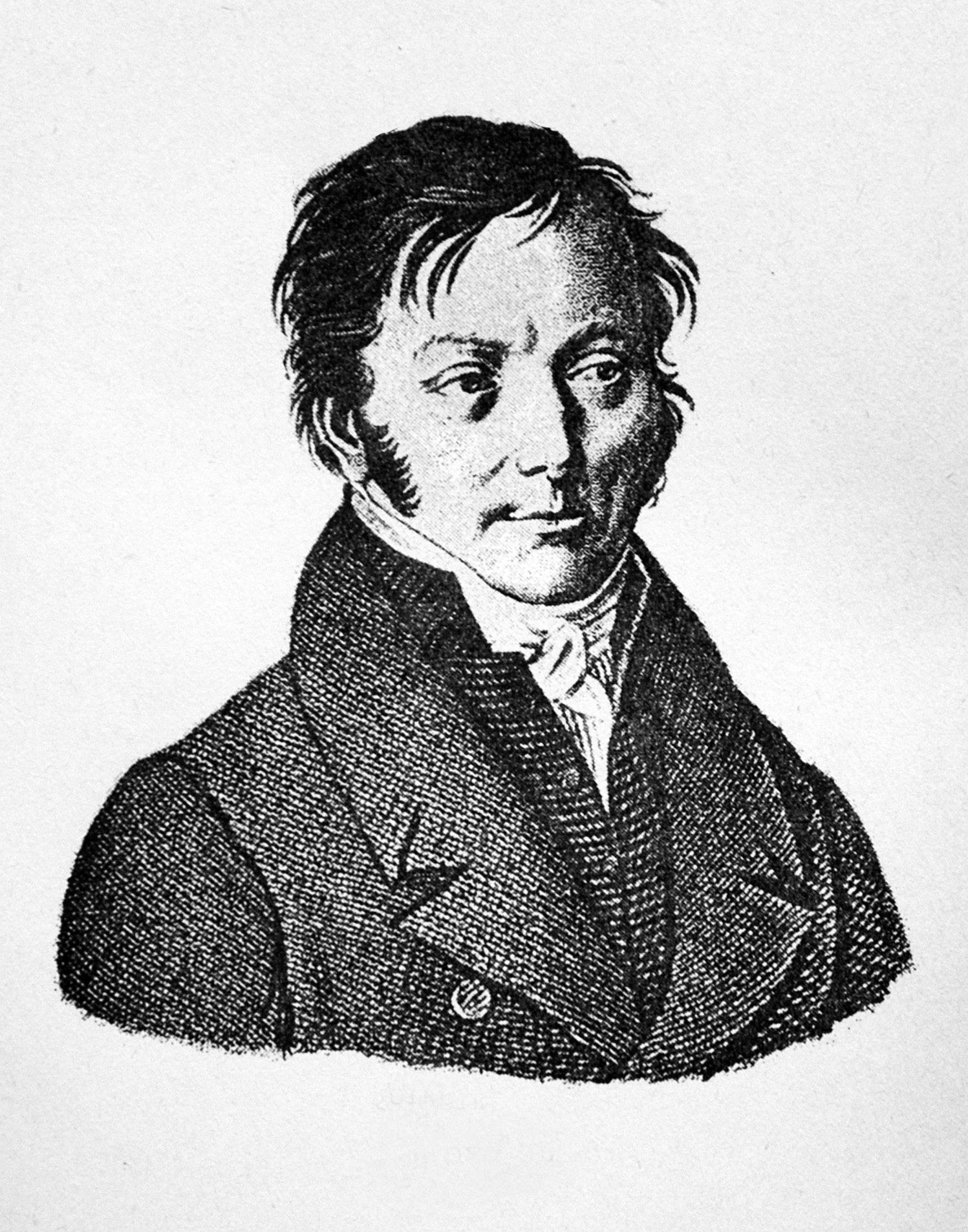
Жан-Этьен Эскироль (1772—1840), французский психиатр

В этой книге Базалья критически рассмотрел пять рекомендаций, которыми французский психиатр Жан Эскироль обосновывал необходимость изоляции душевнобольных:407:
- Обеспечение личной безопасности больных и безопасности их семей.
- Ограждение от внешних воздействий.
- Подавление личного сопротивления.
- Подчинение медицинскому режиму.
- Приучение к новым интеллектуальным и душевным привычкам.

Базалья заключил, что все эти рекомендации являются властными установками: подавить безумного, нейтрализовать внешние влияния, подчинить его дисциплине и терапевтике. Он писал:408:

Чистая власть врача возрастает столь же головокружительно, сколь ослабевает власть больного, который в силу одного того, что он госпитализирован, становится бесправным гражданином, отданным на откуп врачу и его санитарам, которые могут делать с ним всё, что хотят, без опасений быть призванными к ответу:122:408.
Оригинальный текст (итал.)Il puro potere del medico aumenta vertiginosamente proprio perché diminuisce vertiginosamente quello del malato che, per il fatto stesso di essere ricoverato in un ospedale psichiatrico, diventa — autocamente — un cittadino senza diritti, affidato all’arbitrato del medico e degli infermieri che possono fare di lui ciò che vogliono, senza possibilità di appello:122:26.

Ф. Сайллант и С. Дженест сравнили книгу Базальи «Учреждение, подлежащее ликвидации» с «Проклятьем заклеймёнными» Фанона. Они отметили, что обе книги объединяет радикализм, состоящий в утверждении прав личности и осуждении проявляющегося во всех институтах насилия власти:126. Сайллант и Дженест также писали, что многие идеи книги впоследствии трансформировались в бюрократическую формулу, лишённую своего первоначального радикализма:126.
В 1969 году в соавторстве с Франкой Онгаро Базалья опубликовал работу «Гибель класса», проиллюстрированную фотографиями Карлы Черати (итал. Carla Cerati) и Джанни Беренго Гардина, запечатлевшими условия жизни в психиатрических клиниках. В книге также были проанализированы «Узилища» Ирвинга Гофмана и «Идеология и практика социальной психиатрии» Максвелла Джонса (англ. Maxwell Jones).
В 1981—1982 годах, уже после смерти Базальи, под редакцией Франки Онгаро вышли два тома его работ. В 1987 году ряд работ Базальи был включён в сборник «Психиатрия изнутри и извне: Избранные работы Франко Базальи», содержавший пять разделов: «Ликвидация психиатрической больницы», «Девиантность, толерантность и маргинальность», «Применение знания», «О природе безумия», «Антигоспитальная политика и реформа».

### Отношение к антипсихиатрии
По мнению некоторых исследователей, Франко Базалья, наряду с Рональдом Лэйнгом, Дэвидом Купером и Томасом Сасом, относится к лидерам антипсихиатрии:62; другие исследователи не разделяют этого мнения:95. В литературе понятие «антипсихиатрия» чётко не определено, и нет полной ясности, кого и по каким критериям следует к ней относить. По мнению О. А. Власовой, в современном мире господствует взгляд на антипсихиатрию как смесь из множества взглядов и множества направлений, объединённых лишь отрицательным отношением к психиатрии и психиатрам. Базалью в таком случае следует относить к антипсихиатрам по причине его критического отношения к психиатрическим клиникам как средству подавления индивидуальности и исключению больного из общества. С другой стороны, в отличие от «классических» антипсихиатров, как то: Лэйнг и Купер, он не подвергал сомнению существование психического заболевания как такового, но полагал, что помещение больного в клинику есть попытка общества «обезопасить себя», а не помочь конкретному человеку. Как подчёркивает О. В. Власова, Базалья никогда не заявлял, что психическое расстройство — не болезнь, что это миф и символическое наименование; он настаивал, что человек с таким расстройством болен, и в каждой своей работе, где излагал свои идеи о власти правящего класса, роли психиатрических институций и о проблемах современного общества, он неизменно отмечал, что отсюда не следует, будто психического заболевания не существует:251.
Сам Базалья в одном из интервью сказал, что он и его коллеги никогда не были антипсихиатрами и что самой антипсихиатрии не существует, она существует только в голове людей, так как этот термин приобрёл большой успех скорее в идеологическом плане, чем в практическом.

### Последние годы
В 1978 году совместно с Джулио Маккакаро (итал. Giulio Maccacaro), директором института биометрии в Миланском университете, Базалья начал первое исследование психиатрических служб в рамках Целевой программы по профилактической медицине, разработанной Национальным советом по научным исследованиям под руководством Раффаэлло Мизити (итал. Raffaello Misiti). Также он принял участие в работе и организации международных конференций по всей Европе, включая конференции ВОЗ по развитию научных исследований. Его пригласили в Мексику и Мозамбик.
В том же году, когда был принят Закон 180, Франко Базалья впервые приехал в Бразилию по приглашению Бразильского института психоанализа, социальных групп и институтов под руководством Грегорио Баремблитта (исп. Gregório Baremblitt), Хаима Каца (порт. Chaim Katz) и Луиса Фернанду де Меллу Кампуса (порт. Luis Fernando de Mello Campos). Базалья принял участие в Международном симпозиуме по психоанализу, социальным группам и институтам, проходившем в Рио-де-Жанейро в гостинице «Копакабана Пэлас» с 19 по 22 октября 1978 года. В симпозиуме также участвовали Ирвинг Гофман, Говард Беккер (англ. Howard Becker), Томас Сас, Робер Кастель (фр. Robert Castel), Шир Хайт, Феликс Гваттари и Эмилио Родриге (исп. Emilio Rodrigué). Эта влиятельная группа осуществила анализ социальных институтов, путей их преобразования и обретения независимости личности от этих институтов.
В 1979 году Базалья решил предпринять ещё две важные поездки по Бразилии, из Сан-Паулу в Белу-Оризонти через Рио-де-Жанейро. Он сделал ряд докладов перед аудиторией, представленной не только психиатрами, психологами, социальными работниками, медсёстрами, но и политиками, профсоюзными деятелями, преподавателями, студентами, простыми людьми. Эти лекции впоследствии вышли в виде книги «Бразильские доклады». В ходе дебатов, состоявшихся в Рио-де-Жанейро 28 июня 1979 года, Франко Базалья ответил на вопрос о смысле своей работы следующим образом:

Как видите, невозможное становится возможным, и важно то, что мы это продемонстрировали. Десять, пятнадцать, двадцать лет назад нельзя было и представить себе, что психиатрические больницы могут быть ликвидированы. Не исключено, что психиатрические больницы с их закрытостью и с ещё большей закрытостью, чем прежде, появятся вновь — этого я не знаю. Но в любом случае мы продемонстрировали, что психически больному человеку можно оказывать помощь иным образом, и это самое веское доказательство. Я не думаю, что возможность делать общие выводы на основе нашей работы означает, что одержана победа. Важно другое — теперь известно, что можно сделать.
Оригинальный текст (итал.)Vede, la cosa importante è che abbiamo dimostrato che l’impossibile diventa possibile. Dieci, quindici, vent’anni fa era impensabile che un manicomio potesse essere distrutto. Magari i manicomi torneranno ad essere chiusi e più chiusi di prima, io non lo so. Ma, ad ogni modo, noi abbiamo dimostrato che si può assistere la persona folle in un altro modo e la testimonianza è fondamentale. Non credo che il fatto che un’azione riesca a generalizzarsi voglia dire che si è vinto. Il punto importante è un altro: è che ora si sa cosa si può fare.

Кульминационным моментом пребывания Базальи в Бразилии стал III Минас-жерайский конгресс по психиатрии, прошедший в ноябре 1979 года в городе Белу-Оризонти, штат Минас-Жерайс. После этого конгресса деятельность Базальи и Закон 180 стали главным ориентирами для начинающихся реформ психиатрии в Бразилии.
Также в 1979 году Базалья представил свои работы и принял участие в научном сборнике под редакцией Эрнесто Вентурини (итал. Ernesto Venturini) «Тутовый сад». В ноябре того же года он передал Франко Ротелли (итал. Franco Rotelli) руководство психиатрической службой в Триесте и переехал в Рим, где занял должность координатора психиатрической службы Лацио. Базалья представил сразу три программы широкомасштабной деинституционализации, для которых просил карт-бланш у региональной администрации.
В мае 1980 года его пригласили в Германию. 15 мая 1980 года в Берлине, после дебатов в переполненном актовом зале университета, Базалье стало плохо. Это были первые признаки болезни, которая вскоре привела к его смерти. Базалья умер 29 августа 1980 года в своём доме в Венеции от рака головного мозга. Американский психиатр Лорен Мошер, вспоминая встречу с Базальей в июле 1980 года, отметил его обаяние, остроумие и преданность своему делу и выразил сожаление, что жизнь выдающейся личности оборвалась в критический момент истории итальянской психиатрической реформы.
Похоронен на острове Сан-Микеле.

## Достижения
Франко Базалья считается ведущим итальянским психиатром, вдохновителем итальянской психиатрической реформы:664. Эта реформа преследовала цель постепенно ликвидировать психиатрические больницы и предусматривала создание комплексной объединённой и надёжной общественной службы психиатрической помощи:665. По словам Микеле Танселлы, цель общественной медико-социальной помощи — изменить долго считавшуюся приемлемой практику изоляции психически больных в крупных учреждениях, содействовать их интеграции в общество, создавая им окружающие условия, стимулирующие их социальную активность и в то же время способствующие тому, чтобы не подвергать их слишком значительным социальным воздействиям:664.
Базалье и его единомышленникам удалось собрать полмиллиона подписей в поддержку изменений, в результате чего итальянский парламент принял законодательный акт о психиатрической помощи, также называемый Законом 180, в соответствии с которым создавались общественные центры психиатрической помощи и упразднялись психиатрические больницы и недобровольная психиатрическая помощь. На 200 000 человек должно было приходиться не более 15 коек. Подчеркивалось, что профилактика, лечение и реабилитация должны проводиться во внебольничных условиях.

## Оценки и память
В Италии идеи Базальи значительно повлияли на работу ведущих деятелей в области медицинской антропологии и этнопсихиатрии:126. В период своей деятельности, получивший название философско-медицинского, Базалья занимался развитием феноменологической психиатрии, которая уникальна тем, что способна вернуть достоинство разрушенной жизни страдающего человека путём разработки плана лечения, учитывающего этические аспекты:126. Молодые коллеги Базальи обнаруживали в его воззрениях этический и общечеловеческий аспекты, ставшие основой для их социальных и политических взглядов:125. В последующие годы социальная и демократичная психиатрия обрела ясный путь со «строгой» политической эпистемологией, который привёл от социальной психиатрии к кросскультурной и культурной психиатрии и, наконец, к этнопсихиатрии:125. Врачи, психиатры и психоаналитики вносили изменения в свои теории и практику для того, чтобы способствовать развитию медицины, всё больше и больше учитывающей политические факторы и потребности коренных итальянцев, переселявшихся из деревень на юг:125. Позже движение проявляло всё больший интерес к иностранным иммигрантам, которые приезжали в Италию начиная с 1980-х годов:125.
В то время, когда идеи Базальи имели основное значение для феноменологического движения в психиатрии, к этому движению также присоединялись исследователи и практикующие специалисты других научных школ:126. Феноменологические подходы к психиатрической практике пользуются в Италии широкой популярностью, особенно в сравнении с философскими и психологическими подходами, преобладающими в Германии:126. Основными деятелями данного феноменологического движения являются Альберто Гастон (итал. Alberto Gaston), который прилагал усилия к развитию диалога между психоанализом и феноменологией, Бруно Каллиери (итал. Bruno Callieri) и Серджо Меллина (итал. Sergio Mellina):126. Луиджи Фриги (итал. Luigi Frighi) и Гоффредо Барточчи (итал. Goffredo Bartocci) способствовали развитию кросскультурного подхода к психическим расстройствам:126. Джузеппе Кардамоне (итал. Giuseppe Cardamone), Сальваторе Инглезе (итал. Salvatore Inglese) и Нино Лози (итал. Nino Losi) дали наследию Базальи новую интерпретацию на основе идей Эрнесто Де Мартино (итал. Ernesto de Martino), Тоби Натана (англ. Tobie Nathan) и Дакарской школы:126.
После смерти Базальи в 1980 году его антигоспитальная философия и её воплощение в Триесте позволили следующим поколениям начать серьёзную работу и чётко выделить политическое пространство для своей клинической практики:126. Среди заслуживающей внимания исследовательской деятельности в этой области выделяется работа Роберто Бенедуче (итал. Roberto Beneduce) и других, работавших в среде иммигрантов и беженцев, которые проживают в Италии:126.
В области итальянской психиатрии и медицинской антропологии можно отметить трёх других основных деятелей, непосредственно занимающих особое место в науке:126. Первый из них — психиатр и психоаналитик Джованни Джервис (итал. Giovanni Jervis), работавший вместе с Де Мартино:126. Деятельность Джервиса была связана с движением «Демократичная психиатрия», основанным Базальей:126. Второй деятель — философ и психоаналитик Умберто Галимберти (итал. Umberto Galimberti), своими исследованиями о телесности положивший начало критическим направлениям в медицинской антропологии и этнопсихиатрии:127. В лице Галимберти, ученика Ясперса, антропология тела обрела теоретика, расширившего рамки мышления в этой области:127. Такой же вклад в антропологию тела параллельно внесли антропологи Лаура Фаранда (итал. Laura Faranda), Клаудиа Матталуччи (итал. Claudia Mattalucci) и Иво Куаранта (итал. Ivo Quaranta):127. Третий деятель — психоаналитик Микеле Риссо (итал. Michele Risso), занимавшийся развитием психопатологии иммиграции, основанной на кросскультурных исследованиях:127.
Другой поворотный пункт в работе Базальи был охарактеризован Марио Колуччи и Пиеранджело Ди Витторио как практико-политический сдвиг, когда Базалья сосредоточил своё внимание на пагубных последствиях, возникающих у людей с психическими расстройствами в результате выставления диагноза и усиливающихся под влиянием помещения в специализированные учреждения:126.
По словам Анны-Терезы Тимьеньеска, Базалье удалось произвести благотворное потрясение в итальянской психиатрии, которая до того момента находилась в сонном оцепенении:681.
По оценке Ф. Сайллант и С. Дженеста, реформа итальянской психиатрии, проведённая Базальей, его радикальная критика государственных институтов и новый взгляд на итальянское общество сделали его ведущей фигурой второй половины XX века и одним из наиболее крупных и прогрессивных интеллектуалов Италии:125. Под его влиянием в нескольких странах сформировалось мнение о необходимости принять новую модель работы с психически больными, и при его содействии воспитывалось чувство социальной ответственности за их психологические страдания:125. Вслед за реформой психиатрических больниц Базалья предложил новую институциональную модель, направленную на то, чтобы предотвратить разрушение жизней людей, живущих на периферии потребительского капиталистического общества послевоенного периода в условиях свободного рынка:125. Тем самым он подготовил почву для формирования нового представления о государственных институтах в целом:125.
На протяжении своей жизни Базалья объединял в области психиатрии психопатологию и феноменологию и успешно привносил политические акценты в сферу, занятую психическим заболеванием, выражая критический взгляд на государственные институты, бывший одним из наиболее радикальных:125. При поддержке своих коллег Базалья совершил, по выражению Ф. Сайллант и С. Дженеста, «удивительный подвиг», обеспечив принятие Закона 180, которым санкционировалась радикальная реформа итальянских психиатрических учреждений:125. Закон оказал влияние на весь мир, при этом итальянская модель широко заимствовалась другими странами:125. Во множестве стран Европы и в США были проведены такие же реформы:154. Начиная с Мишеля Фуко и заканчивая Робером Кастелем, от Бразилии и Мозамбика до Соединённых Штатов реформы Базальи привели к значительному изменению мышления и политики:125. В частности, 6 апреля 2001 года в Бразилии был принят закон о психиатрической помощи № 10216. Данный закон был разработан по образцу Закона Базальи и направлен на деинституционализацию психиатрии в Бразилии:13.
Биограф Базальи Анцель Финцен в некрологе 1980 года, опубликованном в журнале «Психиатрическая практика», высказал мнение, что неверно называть Базалью «отцом антипсихиатрии», поскольку он в действительности не был антипсихиатром, при том что стремился устранить неравномерное распределение политической власти, которая оставляла пациентов беззащитными перед деспотичным и диктаторским институциональным насилием.

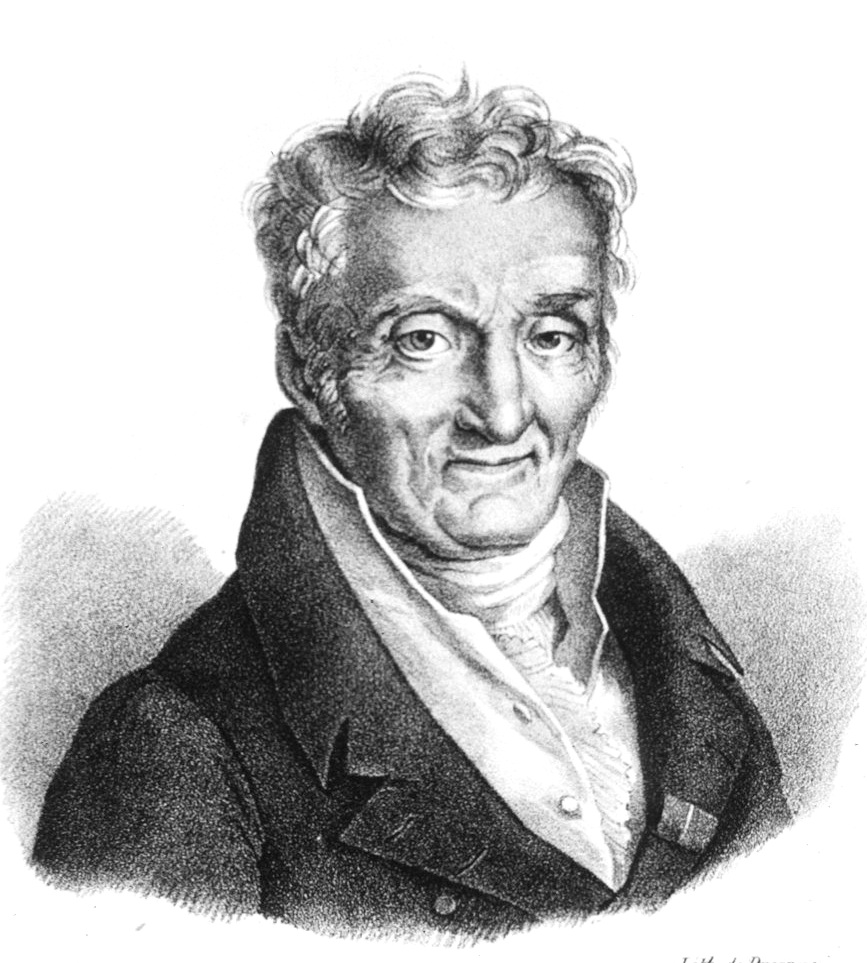
Филипп Пинель (1755—1826), французский психиатр и реформатор, снявший цепи с душевнобольных

Матт Муиджен, говоря о процессе преобразования психиатрической помощи в Европе, отметил, что в нём, очевидно, решающую роль сыграло влияние специалистов, главным образом психиатров, которые выступали борцами за перемены, таких как Пинель во Франции в XIX веке и Базалья в Италии в XX веке:113. Они предложили концепции новых моделей гуманной и эффективной помощи, революционные для их времени, вытесняющие неудовлетворительные и негуманные традиционные службы:113. Их реальным достижением было умение побудить политиков поддержать эти концепции и убедить коллег внедрить их, тем самым открывая возможность реальных и стойких изменений:113.
Как утверждают Э. М. Ловелл и Н. Шепер-Хьюз, историю европейской психиатрии можно рассматривать как чередование противоположных моделей психиатрической помощи: тоталитарной модели старого режима и утопий коммунарной модели, причём до Базальи предлагались утопии, поддерживающие господствующую в обществе идеологию и исключение больного из общества, а путь Базальи «отмечает эпистемологический разрыв и потому новую главу в новейшей истории европейской психиатрии», предложенная Базальей альтернатива представляет собой «практическую утопию, предлагающую новые стратегии реагирования на нужды психиатрических пациентов, инвалидов и умственно отсталых»:221.
Джованна Руссо и Франческо Карели отмечают, что в 1978 году реформа Базальи, вероятно, не могла быть осуществлена полностью, поскольку общество было не подготовлено к такой новаторской и авангардной концепции психиатрии. Тридцать лет спустя стало более очевидно, что эта реформа отражает концепцию современного здравоохранения и современной социальной помощи пациентам с психическими заболеваниями. Итальянский пример проложил путь деинституционализации психически больных и создал образцы моделей новаторских и эффективных служб.
В отчёте, подготовленном по итогам Европейской конференции Всемирной организации здравоохранения (январь 2005), отмечалось, что после принятия Закона 180 у пациентов появились более широкие возможности принимать непосредственное участие в жизни общества.
По словам белорусского психиатра Игоря Пономарёва, опыт Италии бесценен, и система, которую более 30 лет назад начали создавать Базалья и его единомышленники, доказала свою состоятельность.
Джованни де Джироламо с соавторами отмечает, что вклад Базальи сыграл весьма важную роль в том, чтобы придать психиатрии прозрачность и сместить психиатрическую практику в сферу медицинской помощи:968.
В 2001 году на национальной конференции по вопросам психиатрической помощи итальянский нейробиолог, лауреат Нобелевской премии по физиологии и медицине 1986 года Рита Леви-Монтальчини выразила «своё восхищение основоположником» и назвала Франко Базалью необыкновенной фигурой, учёным и человеком, действительно проникшимся трагическим вопросом о психическом заболевании.
Американский психиатр Лорен Мошер называл Франко Базалью самым передовым и влиятельным европейским психиатром со времён Фрейда; одним из первых предприняв поездку в Триест, Мошер специально озаботился тем, чтобы ознакомить англоговорящие страны с «революционными концепциями <…> нашедшими там своё воплощение».
Вместе с тем, опираясь на мнение Мошера, Алекс Коэн и Бенедетто Сарачено пишут:

…не нужно все же думать, что за реформы был ответственен один лишь Франко Базалья. Он был значимым лидером и катализатором изменений, но он работал в таком социальном и политическом климате, который уже сам по себе индуцировал изменения:244.

Ряд авторов называют Базалью основоположником современной концепции душевного здоровья.
Наиболее лаконично охарактеризовал влияние Базальи на итальянскую психиатрию руководитель миланского психосоциального центра Денис Гайта:

Сегодня как никогда психиатры делятся на базальянцев и небазальянцев. Первые существуют ради контакта с пациентом, вторые — ради таблетки, первые начинают с больного, другие — с болезни.
Оригинальный текст (итал.)Oggi più che mai gli psichiatri si dividono in basagliani e no. I primi sono per l'incontro, i secondi per la pillola; i primi partono dal malato, gli altri dalla malattia.

## Критика
Лен Бауерс пишет, что в работах Базальи имеется ряд идей, почерпнутых из марксизма, и отмечает, что классовый анализ психиатрии, который дал Базалья, является у него поверхностным:133. Например, Базалья высказывал идею, что госпитальная психиатрия — это форма насильственного подавления неимущих из рабочего класса:133. Отсюда был сделан вывод, что психиатрическую больницу нужно разрушить и уничтожить, а не реформировать:133. Даже в своём наиболее сложном представлении психическое заболевание объяснялось Базальей как просто страдание неимущих из рабочего класса:133, что поднимает ряд вопросов: «Почему не все неимущие из рабочего класса считаются безумными?» или «Почему живущие в достатке богатые страдают от безумия?»:133. Бауерс соглашается, что серьёзные психические заболевания действительно гораздо чаще встречаются у представителей рабочего класса, но отмечает, что причины этого явления представляют собой предмет научных споров:133. Одно из объяснений заключается в том, что жизнь рабочего класса сопровождается более тяжёлым стрессом, тем самым чаще приводя к появлению психических заболеваний:133.
Американский психиатр Томас Сас в своей книге «Антипсихиатрия: Шарлатанство в квадрате» отмечает, что Базалья излишне полагался на психотропные препараты. Сас поясняет, что Базалья уподобился своим коллегам в системе институциональной психиатрии, несогласие с которыми он изображал, полагая, что принудительное введение психотропных препаратов лишённым свободы душевнобольным «способствует» формированию отношения к ним как к людям в противоположность их неизменной стигматизации как неполноценных, если препараты не применяются:143.
С. Бенвенуто, описывая одно из убийств, совершённых психически больным человеком, и задаваясь вопросом, объясняет ли безумие определённые экстремальные поступки или эти поступки являются выражением безумия, отмечает, что Франко Базалья зачастую требовал от журналистов заголовков наподобие «человек в здравом уме убил своего соседа».
30 августа 1984 года журнал «New Scientist» опубликовал статью Деборы Маккензи «Закрытие дверей сумасшедших домов в итальянском стиле»:9. В частности, в ней описывалось резкое неприятие закона Базальи, которое привело к тому, что во многих регионах Италии психиатрические службы нового типа не создавались:9. Как отмечает Маккензи, в прессе появлялись истории о самоубийствах доведённых до отчаяния родителей, обременённых страдающим слабоумием отпрыском, или о пациентах, просто оставленных на улице и рискующих стать жертвой преступления:9. Она указывает, что в 1983 году после формирования нового правительства одним из первых обещаний премьер-министра Беттино Кракси было «вновь открыть психиатрические лечебницы»:9. Многие эксперименты по реформе системы психиатрии удались в обеспеченных северных провинциях, а в более бедных южных провинциях, где было мало общественных служб здравоохранения, эксперимент, по словам Маккензи, полностью провалился:9. Одной из причин, согласно утверждению некоторых психиатров, явилось то, что группа Базальи оттолкнула многих врачей, заняв жёсткую антимедицинскую позицию:9. Паоло Крепет, ответственный за начало реформы в Риме, назвал реакцию своих коллег «явным саботажем»:9. Сложившаяся в Риме ситуация с сотнями безнадзорных психически больных на улицах описывалась как «хаотическая»:9.
В 1992 году в монографии «История шизофрении» французский психиатр, профессор Ж. Гаррабе отмечал, что голосование Парламента Италии за упразднение психиатрических больниц вдохновлялось антипсихиатрическим радикализмом, а также убеждением, будто путём ликвидации больниц закон может «волшебным образом» ликвидировать психические болезни в стране.
В некоторых странах чиновники здравоохранения в качестве альтернативы деинституционализации нередко предлагали сохранять психиатрические больницы, чтобы у больных оставалась возможность использовать их в качестве убежища:121:158. Поясняя, что закрытие больниц не должно быть самоцелью, в 1980-е годы старший чиновник здравоохранения Великобритании заявил: «Любой дурак может закрыть психиатрическую больницу»:121:158.
В 1985 году Р. Папеши опубликовал критический обзор работ Базальи, в котором прокомментировал, что Базалья считал причины психического расстройства социальными по своему характеру и поэтому полагал, что единственно правильными методами лечения являются политическая борьба и восстановление агрессивности пациентов, а не лечебные учреждения, лишь осуществляющие надзор и насилие над больными:247.
В 1985 году, когда реформы психиатрии были ещё не завершены, их подверг критике Джон Смитис в своём письме «О текущем состоянии психиатрии в Северной Италии», опубликованном в «Бюллетене Королевского колледжа психиатров». Смитис посвятил два месяца поездкам по центрам психиатрической помощи Триеста, Венеции, Флоренции, Милана и других городов Северной Италии:177. Отмечая, что никто не хотел бы вернуться в удручающее прошлое, когда психиатрические больницы были практически неотличимы от тюрем, Смитис утверждал, что хронические психически больные, тем не менее, заслуживают лучшей доли, чем та, которая предоставлена им и обусловлена сокращением бюджета наряду с длительным влиянием старомодных социологических догм 1960-х годов:178. По мнению Смитиса, психически больных, в некоторых отношениях, лечили лучше в Соединённых Штатах и Англии 1870-х годов после реформ, проведённых Тьюком и Доротеей Дикс, чем их начали лечить в Италии в 1980-х годах:178. Смитис пришёл к выводу, что сторонники «Демократичной психиатрии» распространяли пропаганду, которая имела слабое отношение к фактам, отражающим то, как люди с психическими расстройствами живут в Италии:178. Он приводил данные, согласно которым в 1985 году, по оценкам психиатров академического направления, приблизительно 60 процентов итальянских психиатров были категорически против системы Франко Базальи, 20 процентов относились к ней нейтрально и 20 процентов поддерживали её:178.
В самой Италии отношение к «закону Базальи» также вызвало неоднозначную реакцию; Мария-Луиза Зардини, активистка итальянской ассоциации родственников психических больных A.R.A.P., полагала, что душевнобольные, в помрачении рассудка нарушающие закон, оказываются вместо медицинской тюрьмы в тюрьме обычной, что отнюдь не улучшает их положения.

## Отражение в культуре

Фабрицио Джифуни в роли Франко Базальи и Сандра Тоффолатти в роли Франки Онгаро в биографическом фильме «Жил-был город безумных…», вышедшем на экраны в 2010 году

В Италии о жизни и деятельности Франко Базальи снято множество фильмов. Одной из первых стала картина Серджо Дзаволи (итал. Sergio Zavoli) «Сады Авеля», впервые показанная по телеканалу «TV7» в 1968 году. 
В 1975 году Сильвано Агости (итал. Silvano Agosti) снял под руководством Франко Базальи документальный фильм «Полёт». 
В 1977 году режиссёр Франко Джиральди снял с участием Базальи документальный фильм-расследование «Город Дзено». 
В 2000 году Сильвано Агости снял посвящённую Франко Базалье ленту «Вторая тень»:174. 
23 февраля 2006 года по телеканалу «Rai Edu 2» был показан снятый телекомпанией «Explora — La TV delle scienze»:8 фильм «Деятели науки: Франко Базалья», в который были включены фрагменты некоторых предыдущих фильмов, отзыв Франки Онгаро о реформе психиатрии и отзыв Риты Леви-Монтальчини о Франко Базалье. Расширенная англоязычная версия этого фильма была выпущена каналом «X DAY» под названием «Великие деятели науки двадцатого века: Франко Базалья».
В 2010 году по телеканалу «Rai 1» была показана картина режиссёра Марко Турко (итал. Marco Turco) «Жил-был город безумных…», которая снималась в Риме, Имоле, Гориции и Триесте. Она создана по мотивам опубликованного в июле 2007 года рассказа Пьера Альдо Роватти «Жил-был город безумных: История и повествование о больнице Святого Иоанна».
Тема реформ Базальи нашла своё отражение и в художественных фильмах, сюжеты которых далеки от психиатрии. Например, в 2003 году итальянский режиссёр Марко Туллио Джордана снял фильм «Лучшие годы молодости». По его сюжету, в основе которого лежит история итальянской семьи Карати, полицейский Маттео Карати и его брат врач-психиатр Никола встречаются в психиатрической больнице, где между ними происходит следующий диалог. Маттео находит на полке фотографию и спрашивает: «Кто это?» — «Это мой учитель, Франко Базалья». — «Который хочет освободить всех сумасшедших?» — «У него странная убеждённость, что больные — не заключённые, а люди и что психическое заболевание — не вина, которую нужно искупать»… — «И как вы их лечите?» — «Открываем двери больничных отделений».
В фильме Андрея Тарковского «Ностальгия» герой спрашивает о странных людях на улицах Италии и получает ответ, что закрыли много психиатрических больниц и теперь их бывшие обитатели должны справляться сами.
В книге Никколо Амманити «Как велит Бог» больной циррозом печени говорит, что Франко Базалью «следовало бы раздавить ногтем, как вошь», и добавляет: «Треклятый Базалья с его дерьмовым законом погубил Италию, выпустив разгуливать по улицам и по больницам толпы полоумных психопатов».
11 марта 2024 года почта Италии выпустила марку, посвящённую 100-летию со дня рождения Франко Базальи.

### Премия Франко Базальи

Дон Кихот верхом на Марко Кавалло — статуя перед научно-реабилитационным центром «Каза Базалья» (город Мерано в провинции Больцано на севере Италии)

В 2007 году Провинция Венеция совместно с фондом некоммерческой организации социального назначения «Франко Базалья» учредили исследовательскую премию, названную именем Франко Базальи. Цель премии — поощрение оригинальных исследований и публикаций, анализирующих деятельность и наследие Базальи и освещающих их в Италии и за её пределами. Премия также призвана содействовать исследованиям, связанным с работами Базальи и воспроизводящим его методику в различных условиях. Сумма премии составляет 20 тысяч евро. В 2010 году этой премии был удостоен японский журналист Кадзуо Окума за книгу «Япония психиатрических больниц и Италия без психиатрической больницы».

### В честь Базальи названы
Имя Франко Базальи носят:
1. Итальянский закон о психиатрической помощи (Закон 180)[111].
2. Научно-реабилитационный центр «Каза Базалья»[112], расположенный в итальянском городе Мерано.
3. Центр популяризации здорового образа жизни[113], созданный в августе 2000 года в итальянской провинции Ареццо.
4. Общественная библиотека муниципалитета XIX в Примавалле (двадцать седьмом квартале Рима)[114].
5. Премия[110][115][116].
6. Фонд (фонд Франки и Франко Базальи)[110][116].
7. Институт[117], учреждённый в 1989 году в бразильском городе Рио-де-Жанейро с целью анализа и координации реформ психиатрии в Бразилии[74].

## Работы Базальи

### Избранные работы
- Psychiatry Inside Out: Selected Writings of Franco Basaglia / Edited by Nancy Scheper-Hughes  and Anne M. Lovell; translated from the Italian by Anne M. Lovell and Teresu Shtob. — New York: Colombia University Press, 1987. — 318 p. — (European Perspectives: A Series in Social Thought and Cultural Criticism). — ISBN 0231057180.
- Basaglia F. Scritti,1953—1968. Dalla psichiatria fenomenologica all’esperienza di Gorizia / A cura di Franca Ongaro Basaglia. — Torino: Einaudi, 1981. — 526 p. — ISBN 8806526626.
- Basaglia F. Scritti, 1968—1980. Dall’apertura del manicomio alla nuova legge sull’assistenza psichiatrica / A cura di Franca Ongaro Basaglia. — Torino: Einaudi, 1982. — Т. II. — ISBN 8806176692.
- Basaglia F. L’utopia della realtà (raccolta di saggi scritti tra il 1963 e il 1979) / A cura di Franca Ongaro Basaglia. — Torino: Einaudi, 2005. — LVII-327 p. — ISBN 8806176692.

### Статьи в научных журналах
- Basaglia F. Various cases of useful application of the drawing test in speech disorders (итал.) // Rivista Sperimentale di Freniatria e Medicina Legale delle Alienazioni Mentali. — 1952. — Июнь (т. 76, № 2). — С. 300—305. — PMID 12994675.
- Basaglia F. The world of the schizophrenic incomprehensible through Daseinsanalyse; presentation of a case (итал.) // Giornale di Psichiatrie e di Neuropatologia. — 1953. — Т. 81, № 3. — С. 471—499. — PMID 13128418.
- Basaglia F. Use of Rapaport word association test in clinical psychiatry (итал.) // Giornale di Psichiatrie e di Neuropatologia. — 1953. — Т. 81, № 4. — С. 725—737. — PMID 13142364.
- Basaglia F. Psychopathology and clinical aspects of obsessive states (итал.) // Rassegna di Studi Psichiatrici. — 1954. — Май (т. 43, № 2). — С. 269—310. — PMID 13186170.
- Basaglia F. Various aspects of modern psychotherapy: phenomenological analysis of „contact“ (итал.) // Rivista Sperimentale di Freniatria e Medicina Legale delle Alienazioni Mentali. — 1954. — Июнь (т. 78, № 2). — С. 239—264. — PMID 13225524.
- Basaglia F., Dalla Barba G. The masked response in the Rorschach test (итал.) // Rivista Sperimentale di Freniatria e Medicina Legale delle Alienazioni Mentali. — 1954. — Июнь (т. 78, № 2). — С. 433—436. — PMID 13225535.
- Basaglia F. Dereistic thinking; study of the concept of detachment from reality (итал.) // Archivio di Psicologia, Neurologia e Psichiatria. — 1955. — Т. 16, № 1. — С. 87—108. — PMID 14362874.
- Basaglia F. Use of plexonal (Sandoz) in sedative therapy and narcotherapy (итал.) // Giornale di Psichiatrie e di Neuropatologia. — 1955. — Т. 83, № 3. — С. 671—672. — PMID 13305896.
- Basaglia F., Pessina G. Image reaction of the obsessive psychoneurotic to the word association test (итал.) // Rassegna di Studi Psichiatrici. — 1956. — March–April (т. 45, № 2). — С. 344—359. — PMID 13350592.
- Basaglia F., Pessina G. Word association test and Wechsler-Bellevue scale in a group of subjects with hysterical symptoms (итал.) // Rassegna di Studi Psichiatrici. — 1956. — Т. 45, № 3. — С. 475—498. — PMID 13359749.
- Basaglia F. Body in hypochondria and in depersonalization; psychopathological structure of hypochondria (итал.) // Rivista Sperimentale di Freniatria e Medicina Legale delle Alienazioni Mentali. — 1956. — Июнь (т. 80, № 1—2). — С. 159—185. — PMID 13351471.
- Basaglia F. The body in hypochondria and in depersonalization; consciousness of the body and the sensation of corporal existence in somatopsychic depersonalization (итал.) // Rivista Sperimentale di Freniatria e Medicina Legale delle Alienazioni Mentali. — 1956. — Август (т. 80, № 3). — С. 453—490. — PMID 13360063.
- Basaglia F. The effects of chlorpromazine on a state of primary delirium (итал.) // Rivista Sperimentale di Freniatria e Medicina Legale delle Alienazioni Mentali. — 1957. — Сентябрь (т. 81, № 3). — С. 787—798. — PMID 13506504.
- Basaglia F. Delirium & obsession of negation (итал.) // Rivista Sperimentale di Freniatria e Medicina Legale delle Alienazioni Mentali. — 1957. — Июль (т. 81, № 2). — С. 506—510. — PMID 13466972.
- Basaglia F. Dreamy state & neurotic depresonalization; case report (итал.) // Rivista Sperimentale di Freniatria e Medicina Legale delle Alienazioni Mentali. — 1957. — Июль (т. 81, № 2). — С. 371—378. — PMID 13466958.
- Basaglia F. Depersonalization in melancholia; psychopathological & clinical aspects (итал.) // Giornale di Psichiatrie e di Neuropatologia. — 1957. — Т. 85, № 3. — С. 627—645. — PMID 13480553.
- Basaglia F., Dalla Barba G. Rorschach organic syndrome in a group of postencephalitic parkinsonism patients (итал.) // Rassegna di Studi Psichiatrici. — 1957. — Т. 46, № 2. — С. 225—230. — PMID 13441961.
- Basaglia F., Dalla Barba G. A paranoid syndrome of anthropological concept (итал.) // Giornale di Psichiatrie e di Neuropatologia. — 1957. — Т. 85, № 3. — С. 677—680. — PMID 13480557.
- Basaglia F., Dalla Barba G. Various aspects of the schizophrenic protocol (итал.) // Giornale di Psichiatrie e di Neuropatologia. — 1957. — Т. 85, № 3. — С. 671—675. — PMID 13480556.
- Basaglia F., Dalla Barba G. Significance of light-dark responses (итал.) // Giornale di Psichiatrie e di Neuropatologia. — 1957. — Т. 85, № 2. — С. 391—399. — PMID 13462245.
- Basaglia F., Dalla Barba G. Refusal of the Rorschach table V (итал.) // Archivio di Psicologia, Neurologia e Psichiatria. — 1957. — January–February (т. 18, № 1). — С. 17—24. — PMID 13436182.
- Basaglia F., Dalla Barba G. Psychotic pain & neurotic anxiety in the Rorschach score of the depressed (итал.) // Rivista Sperimentale di Freniatria e Medicina Legale delle Alienazioni Mentali. — 1957. — Сентябрь (т. 81, № 3). — С. 640—653. — PMID 13506499.
- Basaglia F., Dalla Barba G. Exaltation as a form of schizophrenia (итал.) // Rivista Sperimentale di Freniatria e Medicina Legale delle Alienazioni Mentali. — 1957. — Сентябрь (т. 81, № 3). — С. 565—580. — PMID 13506495.
- Basaglia F., Fontanari D. The role of the vegetative nervous system in menopausal neuropsychiatric syndromes (итал.) // Rassegna di Neurologia Vegetativa. — 1960. — Октябрь (т. 15). — С. 131—151. — PMID 13865560.
- Basaglia F. Silence in the dialog with the psychotic patient (итал.) // Giornale di Psichiatrie e di Neuropatologia. — 1964. — Т. 92. — С. 787—793. — PMID 14304149.
- Basaglia F. Anxiety and insincerity: The human condition of the neurotic (итал.) // Rivista Sperimentale di Freniatria e Medicina Legale delle Alienazioni Mentali. — 1964. — Июнь (т. 88). — С. 392—404. — PMID 14174407.
- Basaglia F. Body, look and silence. The enigma of subjectivity in psychiatry (фр.) // L’Evolution Psychiatrique (Paris). — 1965. — Т. 30. — С. 11—26. — PMID 14312492.
- Basaglia F. Silence in the dialogue with the psychotic (неопр.) // Journal of Existentialism. — 1965. — Т. 6, № 21. — С. 99—102. — PMID 5840813.
- Basaglia F., Slavich A. Apropos of group dynamics in a „therapeutic community“. The role of alcoholics (итал.) // Giornale di Psichiatrie e di Neuropatologia. — 1966. — Т. 94, № 1. — С. 93—106. — PMID 5947389.
- Basaglia F., Basaglia Ongaro F. A problem of institutional psychiatry. Exclusion as a socio-psychiatric category (итал.) // Rivista Sperimentale di Freniatria e Medicina Legale delle Alienazioni Mentali. — 1966. — Декабрь (т. 90, № 6). — С. 1484—1503. — PMID 5999615.
- Basaglia F. Institutional psychiatry (итал.) // Recenti Progessi in Medicine. — 1969. — Май (т. 46, № 5). — С. 486—506. — PMID 5409229.
- Basaglia F. Problems of law and psychiatry: the Italian experience (англ.) // International Journal of Law and Psychiatry[англ.] : journal. — 1980. — Vol. 3, no. 1. — P. 17—37. — PMID 7409955.
- Basaglia F. Crisis intervention, treatment and rehabilitation (неопр.) // World Hospitals. — 1980. — November (т. 16, № 4). — С. 26—27. — PMID 10249500.

### Книги и доклады
- Basaglia F. La distruzione dell’ospedale psichiatrico come luogo di istituzionalizzazione (итал.). Trieste: Dipartimento di salute mentale (1964). — Базалья Ф. Ликвидация психиатрической больницы как места изоляции. Дата обращения: 9 мая 2010. Архивировано 20 августа 2011 года. Та же работа на английском: Basaglia F. The destruction of the mental hospital as a place of institutionalisation: Thoughts caused by personal experience with the open door system and part time service (англ.). London: First international congress of social psychiatry (1964). — Базалья Ф. Ликвидация психиатрической больницы как места изоляции: Соображения, продиктованные личным опытом введения режима открытых дверей и дневного стационара. Дата обращения: 9 мая 2010. Архивировано 20 августа 2011 года.
- Basaglia F. Che cos'è la psichiatria? — Parma: Amministrazione provinciale di Parma, 1967.
- Basaglia F. L’istituzione negata: Rapporto da un ospedale psichiatrico. — Torino: Einaudi, 1968. (последнее издание: Basaglia F. et al. L'istituzione negata. Rapporto da un ospedale psichiatrico / A cura di F. Basaglia. — Baldini Castoldi Dalai, 2010. — 395 p. — ISBN 886073732X.)
- Basaglia F., Ongaro F. Morire di classe. — Torino: Einaudi, 1969. — ISBN 8806036815.
- Basaglia F. Il malato artificiale. — Torino: Einaudi, 1969.
- Basaglia F. Le contraddizioni della comunità terapeutica (итал.). Trieste: Dipartimento di salute mentale (1970). — Базалья Ф. Противоречия терапевтической общины. Дата обращения: 9 мая 2010. Архивировано 20 августа 2011 года.
- Basaglia F., Ongaro F. La maggioranza deviante. — Torino: Einaudi, 1971.
- Basaglia F., Foucault M., Laing R., Chomsky N. Crimini di pace. — Torino: Einaudi, 1971.
- Basaglia F., Gallio G. La chiusura dell’ospedale psichiatrico (итал.). Trieste: Dipartimento di salute mentale (1976). — Базалья Ф., Галлио Дж. Закрытие психиатрической больницы. Дата обращения: 9 мая 2010. Архивировано 20 августа 2011 года.
- Basaglia F., Fornari F., Controzzi G. La Violenza: Documenti e interventi / A cura di G.P. Dell’Acqua. — Firenze: Vallecchi, 1978. — 104 p.
- Basaglia F., Gallio G. La vocazione terapeutica e lotta di classe (итал.). Trieste: Dipartimento di salute mentale (1979). — Базалья Ф., Галлио Дж. Врачебное призвание и классовая борьба. Дата обращения: 9 мая 2010. Архивировано 20 августа 2011 года.
- Basaglia F. Corso di aggiornamento per operatori psichiatrici (итал.). Trieste: Dipartimento di salute mentale (1979). — Базалья Ф. Курс повышения квалификации для работников психиатрической помощи. Дата обращения: 9 мая 2010. Архивировано 20 августа 2011 года.
- Basaglia F. A psiquiatria alternativa: contra o pessimismo da razão, o otimismo da prática: conferências no Brasil (in portoghese). — San Paolo del Brasile: Brasil Debates, 1979. — 158 p. Тот же источник на итальянском: Basaglia F. Conferenze brasiliane / A cura di Franca Ongaro Basaglia. — Milano: Raffaello Cortina, 2000. — 261 p. — ISBN 8870786145.
- Basaglia F. La institucionalización psiquiátrica de la violencia // Razón, locura y sociedad (Basaglia F., Langer M., Caruso I., Szasz T., Verón E., Suárez A., Barientos G.). — San Ángel: Siglo XXI, 1978. — P. 15—34. — 201 p. — ISBN 9682300983.
- Basaglia F. ¿Psiquiatría o ideología de la locura? // Razón, locura y sociedad (Basaglia F., Langer M., Caruso I., Szasz T., Verón E., Suárez A., Barientos G.). — San Ángel: Siglo XXI, 1978. — P. 35—55. — 201 p. — ISBN 9682300983.